# 적도사키
적도사키 또는 붉은수염사키(Pithecia aequatorialis)는 신세계원숭이에 속하는 사키원숭이의 일종이다. 남아메리카의 에콰도르와 페루에서 발견된다.

## 특징
적도사키는 보통 크기의 영장류이다. 몸통 길이가 39~44cm이고 꼬리 길이는 최대 47cm이다. 몸무게는 약 2~2.5kg이다. 몸의 털은 대체로 회색이지만 배 쪽은 누르스름하거나 불그스레하다. 꼬리는 아주 길고 붓꼬리 형태의 털을 갖고 있다. 암수의 털이 차이가 난다. 수컷 이마의 털은 짧고 뻣뻣하지만 암컷은 길게 늘어져 있으며 부분적으로 얼굴과 귀를 덮는다.

## 생태
주행성, 수상성 동물이다. 주로 2~9마리씩 가족 집단을 형성하여 생활한다. 주로 과식성 동물이다. 튼튼한 송곳니와 앞니를 갖고 있어서 아직 익지 않은 과일의 딱딱한 과피를 쉽게 긁어 내 과육과 씨앗을 먹을 수 있다. 그러나 적도사키는 잎과 꽃을 먹을 뿐만아니라 곤충(특히 개미)과 작은 척추동물과 같은 동물 단백질도 섭취한다.

## 분포
에콰도르와 페루 동부 사이의 안데스산맥 동부 지역 구릉 지대 열대우림에서 서식한다.